# Ciąża człowieka
Ciąża, brzemienność (łac. graviditas od gravis 'ciężki') – okres od zapłodnienia bądź implantacji do porodu oraz całokształt zmian zachodzących w tym okresie w organizmie zapłodnionej kobiety.
U ludzi moment zapłodnienia uznawany jest za trudno uchwytny i dlatego za początek ciąży przyjmuje się pierwszy dzień ostatniej miesiączki. I tu wartość obliczeń czasu trwania ciąży może być problematyczna, gdyż nie każda kobieta dzień ten sobie notuje. W takiej sytuacji czas trwania ciąży określa się na podstawie badań ultrasonograficznych płodu.
Okres ciąży ze względu na stopień jej rozwoju dzieli się na zarodkowy i płodowy lub bardziej utylitarnie na trymestry, czyli okresy po 3 miesiące. W pierwszych 3 miesiącach ciąża często bywa niezauważana, następne miesiące są łatwiejsze do utrzymania i diagnozowania.
Niektórzy naukowcy okres ciąży liczą od momentu zagnieżdżenia zarodka w ściance macicy, co uzasadniają w ten sposób, że wcześniejsze etapy (od zapłodnienia) zachodzą samoistnie dzięki właściwościom samego cyklu miesiączkowego (brak jakichkolwiek specyficznych zmian), a ok. 50%–70% zapłodnionych komórek nie ulega zagnieżdżeniu (ginie w sposób niezauważalny). Nawet po zagnieżdżeniu, na 1000 ciąż ok. 300 zakończy się przedwcześnie, resorpcją lub poronieniem samoistnym wskutek niezgodności immunologicznej, wad genetycznych i rozwojowych powodowanych przez różne czynniki, np. zatrucie alkoholem lub nikotyną. Spośród tych 300 przypadków w pierwszym miesiącu zginie ok. 112 zarodków, w drugim miesiącu – 72, w trzecim – 43, w czwartym – 24 reszta w pozostałych miesiącach ciąży.

## Czas trwania ciąży
Statystycznie rzecz ujmując ciąża człowieka od pierwszego dnia ostatniej miesiączki trwa 281 dni ± 22. W tym okresie rodzi się 95% normalnie rozwiniętych dzieci. Umownie określa się, że ciąża trwa około 9 miesięcy kalendarzowych lub 10 miesięcy księżycowych (każdy z nich składa się z 4 tygodni, a więc 28 dni). Oznacza to, że czas trwania ciąży wynosi 40 tygodni, czyli 280 dni. Jeśli dziecko pojawia się na świecie 2 tygodnie przed lub 2 tygodnie po terminie to uznaje się, że ciąża była w normie. W związku z tym, prawidłowa ciąża, to ciąża która ukończyła się w 38.-42. tygodniu ciąży, czyli trwająca 280 dni (+/− 14 dni). Termin porodu najłatwiej obliczyć regułą Naegelego przy pomocy kalendarza: do daty pierwszego dnia ostatniej miesiączki dodajemy 7 dni, następnie dodajemy 1 rok i od otrzymanej daty należy cofnąć się o 3 miesiące (jeśli średni cykl miesiączkowy był dłuższy niż 28 dni to należy jeszcze dodać liczbę dni ponad 28). W ten sposób wyznaczamy ok. 40 tydzień ciąży (9 miesięcy kalendarzowych i 1 tydzień).
Analogicznie jak w przypadku naturalnego poczęcia, wiek ciąży po zabiegu in vitro oblicza się, przyjmując za pierwszy dzień cyklu, pierwszy dzień ostatniej miesiączki. Jeśli miesiączka była z powodu stymulacji przesunięta, tak jak to się często dzieje w protokole długim, wtedy za dzień owulacji przyjmuje się dzień punkcji jajników i moment zapłodnienia pobranych w czasie zabiegu komórek jajowych. Od tej daty odejmuje się 14 dni (tyle dni średnio upływa od pierwszego dnia miesiączki do owulacji) i tę datę przyjmuje się za pierwszy dzień hipotetycznej miesiączki, od której liczy się wiek ciąży.
Inną metodą wyznaczania terminu porodu jest badanie ultrasonograficzne (USG), które jest bardziej wiarygodne od reguły Naegelego i przydatne u kobiet, które przed ciążą miały nieregularne cykle. Oszacowany w ten sposób wiek ciąży i termin porodu mogą się różnić od wspomnianej wcześniej metody, są jednak bardziej prawdopodobne. Stosunkowo dokładny termin narodzin dziecka można określić, gdy badanie USG zostanie przeprowadzone jeszcze w I trymestrze ciąży. Parametrem, który wykorzystuje się przy określaniu wieku ciąży i terminu porodu jest wskaźnik CRL (ang. Crown to Rump Length), czyli długość ciemieniowo-siedzeniowa płodu. Pomiaru najlepiej dokonać przed 10. tygodniem ciąży, wówczas wynik będzie najbardziej wiarygodny. W dalszych etapach ciąży wykonuje się inne pomiary, w tym dwuciemieniowy wymiar główki płodu (BPD, ang. Bi- Parietal Diameter), wymiar móżdżku płodu (TCD, ang. Transverse Cerebellar Diameter), czy długość kości udowej (FL, ang. Femur Length), dla których CRL stanowi ważny punkt odniesienia.

## Przygotowanie do ciąży
O zdrowie swoje i przyszłego potomstwa należy zadbać już na etapie planowania ciąży, a najpóźniej – w momencie, kiedy ciąża zostanie potwierdzona. Wówczas przyszła matka powinna:
- zgłosić się do ginekologa – zbada on ją, wykona badanie USG narządu rodnego i wykluczy obecność infekcji dróg rodnych,
- zgłosić się do lekarza rodzinnego, który przeprowadzi badanie ogólne oraz zleci podstawowe badania laboratoryjne,
- zgłosić się do dentysty – zęby ciężarnej są szczególnie narażone na rozwój próchnicy i potencjalnie mogą stać się źródłem ogniska zakaźnego,
- wykonać badania w kierunku zakażeń, stanowiących zagrożenie dla rozwijającego się płodu: toksoplazmozy, różyczki, zakażenia wirusem cytomegalii, HIV, zapalenia wątroby typu B, wirusem opryszczki, kiłą oraz ospą wietrzną,
- zadbać o swoją dietę i kondycję fizyczną oraz relacje z partnerem.

## Objawy

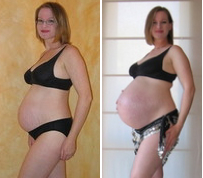
Porównanie rozmiarów brzucha w 26. i 40. tygodniu ciąży.

Związane z ciążą objawy można podzielić na:

### Objawy domyślne
- poranne lub wieczorne nudności i wymioty;
- chwiejność emocjonalna;
- zmiana łaknienia, zmiana tolerancji zapachu i smaku;
- omdlenia i zawroty głowy;
- częste oddawanie moczu (spowodowane przekrwieniem miednicy mniejszej i uciskiem płodu na pęcherz);
- zaparcia (progesteron rozluźnia mięśnie gładkie i zwalnia perystaltykę jelit);
- zgaga (progesteron rozluźnia mięśnie gładkie przełyku);
- wzrost temperatury do 37 °C za sprawą ciałka żółtego, które funkcjonuje do około 12. tygodnia ciąży.

### Objawy prawdopodobne
- zatrzymanie miesiączki;
- powiększenie macicy i rozpulchnienie;
- powiększenie piersi, wydzielanie siary;
- zasinienie pochwy i przedsionka pochwy;
- rozstępy na brzuchu;
- przyrost masy ciała;
- powiększenie obwodu brzucha.

### Objawy subiektywne
Są wynikiem reakcji organizmu na produkowane hormony (gonadotropinę kosmówkową oraz progesteron).

### Objawy obiektywne

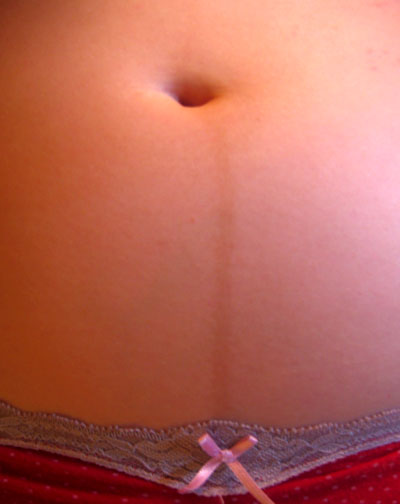
Linea nigra

Związane z obecnością jaja płodowego:
- przebarwienie linii środkowej brzucha (łac. Linea nigra);
- przebarwienia skóry, zwłaszcza brodawek sutkowych (łac. Chloasma gravidarum);
- czerwone rozstępy na skórze;
- wyczuwalne przez matkę ruchy płodu;
- zasinienie błon śluzowych narządów płciowych (objaw Chadwicka);
- objawy maciczne (objaw Hegara, objaw Piskacka).

### Objawy pewne
Do objawów pewnych, umożliwiających definitywne stwierdzenie obecności ciąży, należą:
- stwierdzenie ruchu płodu przez lekarza lub położną;
- wysłuchanie tętna płodu przez lekarza lub położną;
- wyczuwanie części płodu;
- uwidocznienie płodu w badaniu USG.

## Testy ciążowe

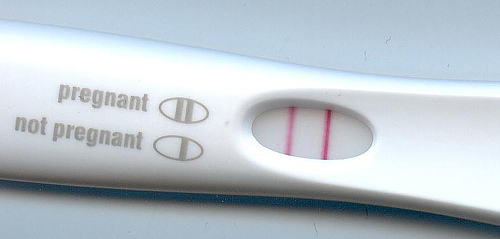
Przykład domowego testu ciążowego. Wynik pozytywny.

Ogólnodostępne testy ciążowe pozwalają na stwierdzenie z dużym prawdopodobieństwem istnienia ciąży. Opierają się one na oznaczaniu gonadotropiny kosmówkowej. Wynik ujemny nie wyklucza w 100% ciąży, natomiast wynik dodatni świadczy o aktywności trofoblastu, która poza ciążą może występować w przypadku zaśniadu groniastego.
Zagnieżdżenie się zapłodnionej komórki jajowej w błonie śluzowej macicy wywołuje szereg zmian miejscowych i ogólnych w organizmie kobiety. Pojawiają się zasadnicze zmiany w wytwarzaniu hormonów. Łożysko wytwarza gonadotropiny, estrogeny, progesteron i kortykosterydy, przejmuje hormonalną kontrolę nad rozwojem płodu i zmianami ciążowymi w organizmie ciężarnej. Macica ulega średnio dwudziestokrotnemu rozrostowi. Układ włókien mięśniowych macicy ulega zmianie: przesuwają się one w kierunku dna, trzon macicy grubieje a dolna część, zwana cieśnią macicy, staje się coraz cieńsza i przekształca się w tzw. dolny odcinek. Następuje przekrwienie sromu i pochwy. Tkanki tej okolicy stają się bardziej rozciągliwe. Stawy miednicy ulegają rozluźnieniu. Gruczoły sutkowe powiększają się już w 2. miesiącu i zawierają siarę.
Równolegle z rozwojem płodu nasila się i zmienia jakościowo przemiana materii. Wzrasta ilość tłuszczów w krwi, następuje zatrzymanie sodu i wody w ustroju, wzrasta zapotrzebowanie na witaminy. Zwiększają się pojemność klatki piersiowej i wentylacja płuc, zwiększa się pojemność minutowa serca i szybkość krążenia krwi, objętość krwi krążącej, masa krwinek czerwonych i liczba krwinek białych. Schorzenia wątroby i nerek w czasie ciąży mogą ulec nasileniu.

## Rozwój prenatalny
| Przebieg ciąży (według miesięcy). |                                |                                |                                |                                |                                |                                |                                |                                |                     |
| Względne rozmiary w 1 miesiącu    | Względne rozmiary w 2 miesiącu | Względne rozmiary w 3 miesiącu | Względne rozmiary w 4 miesiącu | Względne rozmiary w 5 miesiącu | Względne rozmiary w 6 miesiącu | Względne rozmiary w 7 miesiącu | Względne rozmiary w 8 miesiącu | Względne rozmiary w 9 miesiącu | Przed porodem       |
| 1 m-c                             | 2 m-c                          | 3 m-c                          | 4 m-c                          | 5 m-c                          | 6 m-c                          | 7 m-c                          | 8 m-c                          | 9 m-c                          | 9 m-c przed porodem |

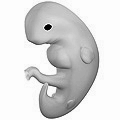
4 tygodnie
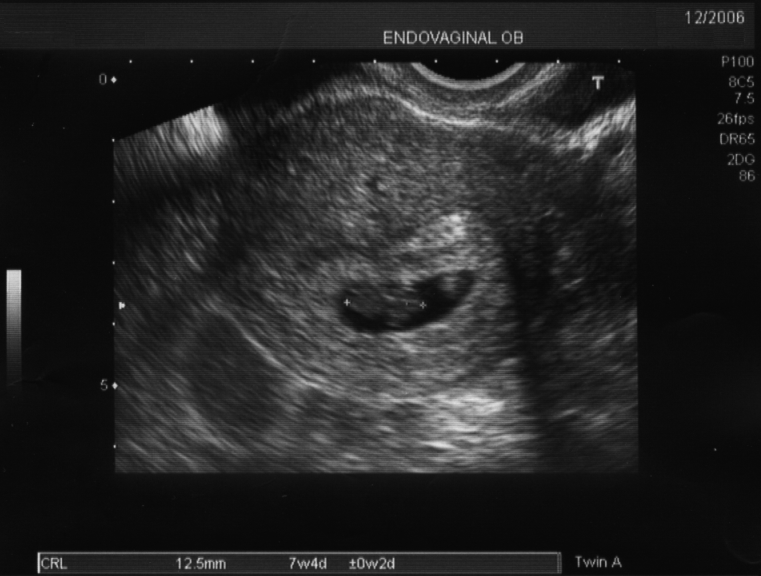
7 tygodni
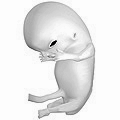
8 tygodni
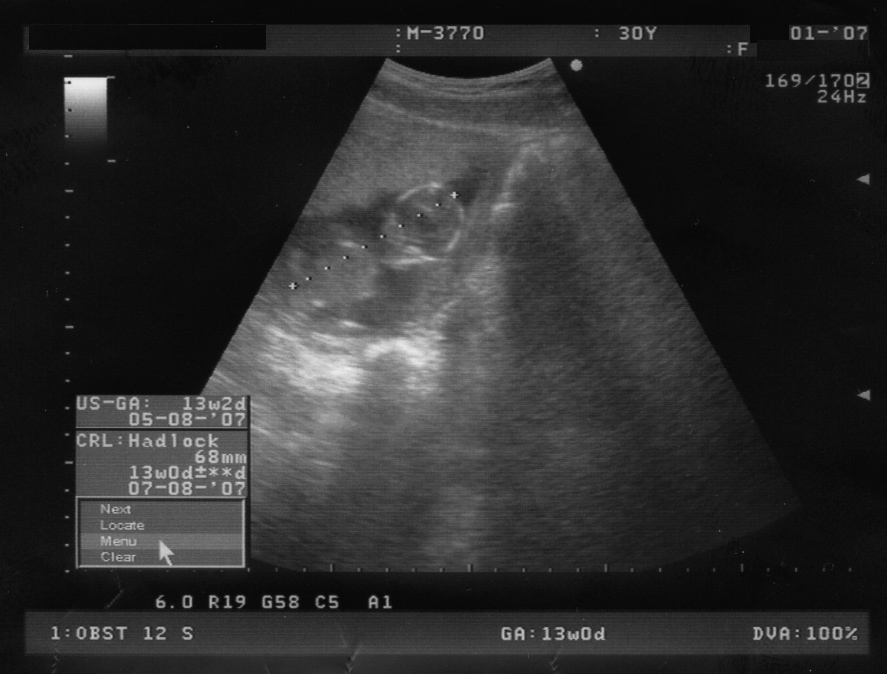
13 tygodni
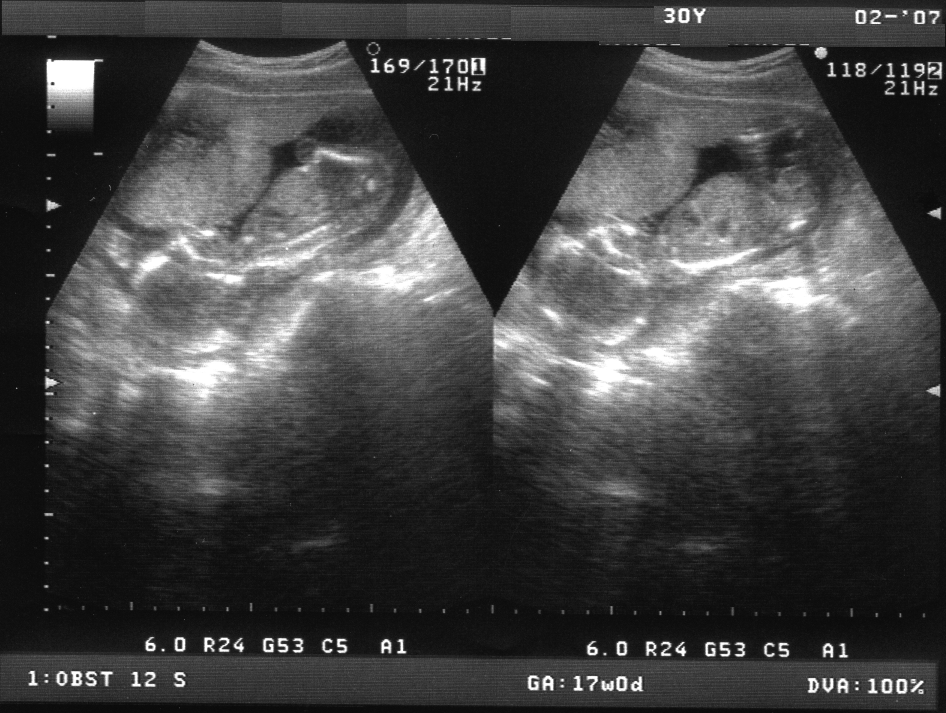
17 tygodni
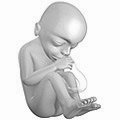
18 tygodni
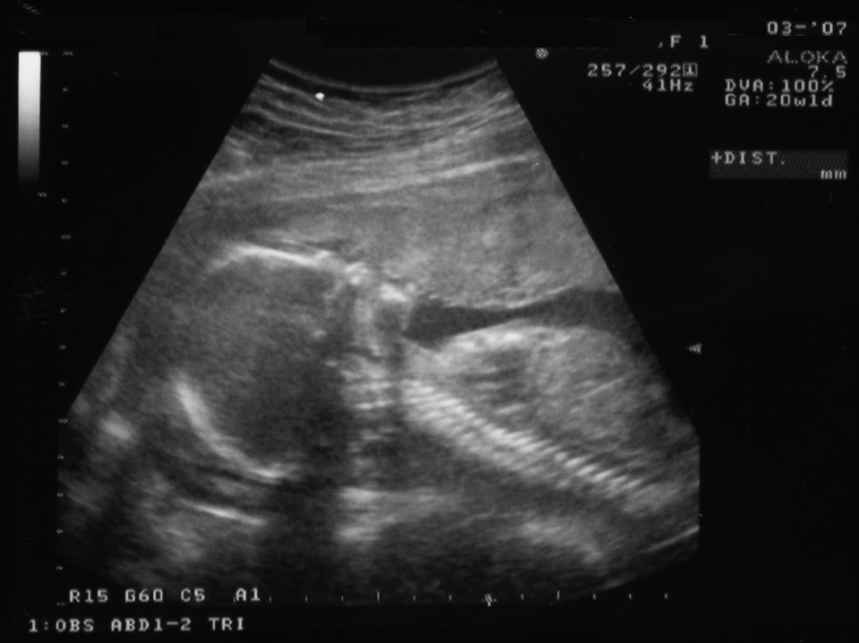
20 tygodni
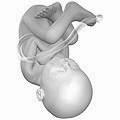
38 tygodni

## Leki w ciąży
Ciąża to okres w życiu kobiety, w którym powinno się unikać, o ile to tylko możliwe, przyjmowania leków. Obowiązujące w Polsce przepisy nakazują dodanie do każdego sprzedawanego leku tzw. ulotki przylekowej, która musi zawierać dane o leku, o jego mechanizmie działania, wskazaniach, przeciwwskazaniach, działaniach niepożądanych, dawkowaniu. Bezpieczeństwo stosowania leków w ciąży określają tzw. kategorie bezpieczeństwa, jednak podawane są one najczęściej bez dodatkowych opisów. Poniżej opis kategorii bezpieczeństwa leków w ciąży:
Kategoria A – leki, które w badaniach na zwierzętach oraz w odpowiednio liczebnych i kontrolowanych obserwacjach u ludzi nie wykazały działania szkodliwego dla płodu, lek może być stosowany bez przeszkód w czasie ciąży.
Kategoria B – badania na zwierzętach nie wskazują na istnienie ryzyka dla płodu, ale nie przeprowadzono badań z grupą kontrolną u ludzi, lub badania na zwierzętach wykazały działanie niepożądane na płód, ale badania w grupie kobiet ciężarnych nie potwierdziły istnienia ryzyka dla płodu
Kategoria C – oznacza, że leki te w badaniach na zwierzętach wykazały szkodliwość dla płodu, bądź też takich badań nie wykonano oraz brak jest odpowiednio wiarygodnych danych z obserwacji stosowania tego leku u ludzi. Lek z tej grupy można zastosować w przebiegu ciąży jedynie wtedy, gdy w opinii lekarza spodziewana korzyść dla matki przewyższa potencjalne ryzyko dla płodu.
Kategoria D – to leki, o których wiadomo na podstawie wcześniejszych obserwacji, że wskazują na zagrożenie dla płodu. Stosowanie takiego leku podczas ciąży jest dopuszczone jedynie w sytuacji gdy jest to bezwzględnie konieczne ze względu na dobro matki, a podanie bezpieczniejszego alternatywnego leku jest niemożliwe lub przeciwwskazane.
Kategoria X – to grupa leków o których niewątpliwie wiadomo, że stanowią bezpośrednie zagrożenie dla płodu. Takie leki są bezwzględnie niedopuszczone do stosowania podczas ciąży.

## Powikłania ciążowe i poporodowe

William Hunter, Anatomia uteri humani gravidi tabulis illustrata, 1774

Naturalny poród jest dla kobiety bardzo bolesny, co spowodowane jest stosunkowo dużą czaszką człowieka. Ciąża i poród w znacznym stopniu obciążają organizm kobiety, co wiąże się z prawdopodobieństwem wystąpienia wielu dolegliwości i powikłań, do których należą zwiększone ryzyko nadwagi i otyłości oraz cukrzycy i miażdżycy, niektórych rodzajów raka. Około 80% kobiet w 2-5 dni po porodzie doświadcza smutku okołoporodowego, który mija samoczynnie po dwóch tygodniach, natomiast 10-25% kobiet cierpi na depresję poporodową, która zwykle pojawia się 4-8 tygodni po porodzie i trwa do pół roku.
W czasie ciąży zmienia się metabolizm jodu i czynność tarczycy. Normy stężenia hormonów tarczycowych są o połowę wyższe niż w populacji ogólnej. W większości przypadków nie jest to jednak objaw chorobowej nadczynności tarczycy, jednak przejściowa, zwykle ustępująca po pierwszym trymestrze, tyreotoksykoza ciążowa.
Choć dziewczynki są poczynane tak samo często jak chłopcy, to ci drudzy z większym prawdopodobieństwem przyjdą na świat z powodu aborcji selektywnej i większej odporności na czynniki wywołujące poronienie (co jest prawdopodobnym wyjaśnieniem efektu Triversa–Willarda).

### Śmiertelność
Ryzyko zgonu matki z powodu ciąży koreluje z jej wiekiem. Kobieta zachodząca w ciążę w wieku poniżej 15 lat jest 5 razy bardziej narażona na zgon w jej wyniku, niż kobieta w wieku powyżej 20 lat. Ciąża i jej powikłania są główną przyczyną śmierci nastolatek (15.-19. rok życia) na świecie.

## Klasyfikacja ICD10
| kod ICD10     | nazwa choroby                              |
| ------------- | ------------------------------------------ |
| ICD-10: Z33   | Ciąża stwierdzona przypadkowo              |
| ICD-10: Z34   | Nadzór nad ciążą prawidłową                |
| ICD-10: Z34.0 | Nadzór nad prawidłową pierwszą ciążą       |
| ICD-10: Z34.8 | Nadzór nad inną, prawidłową ciążą          |
| ICD-10: Z34.9 | Nadzór nad ciążą prawidłową, nie określoną |